# 竹内流
竹内流（たけのうちりゅう）、は、日本武術の流派。歴史を遡る事が出来る最古の日本柔術の流派と言われている。正式名称は「竹内流捕手腰廻小具足（たけのうちりゅうとりてこしのまわりこぐそく）」という。捕手と腰之廻小具足を中心に成立し、捕手術、羽手、小具足、捕縄術、棒術、剣術、居合、十手、薙刀などの総合的な技術を今に伝える。
日本古武道協会では「竹内流柔術腰廻小具足」という名称で登録しているが、竹内流が柔術と自称した記録はない。

## 歴史
1532年(天文元年)美作国一ノ瀬城主の竹内中務大輔源久盛によって創始された流派である。流祖は中世から戦国時代に垪和を拠点とした垪和氏の竹内久盛である。以降三代にわたって体系化され流儀の完成に至った。
1836年（天保７年）八代目の竹内久愛が45歳の若さで亡くなったが子の竹内久雄と竹内久種はまだ若く、流儀を究めるのが難しかった。この時、淡州で武術指南を行なっていた７代目竹内久孝から印可を授かった高弟の池内雅門太が竹内道場へと呼び戻された。池内雅門太は竹内家のために藩主から許しを得て、竹内久雄と竹内久種に指導を行った。
これにより、池内雅門太は竹内姓を授かって九代目竹内藤一郎久居を襲名した。その後、竹内久雄が十代目を継ぎ弟の竹内久種は流儀断統を防ぐために立てられた分家の当主となり竹内藤十郎を名乗った。この時に相伝家が生まれ当主は竹内藤十郎を襲名するようになった。
現在は、宗家である竹内藤一郎家と相伝家である竹内藤十郎家の伝承が残っており、岡山市北区建部町角石谷にある竹内家で伝承されている。現存している柔術流派の中では最も古い文献や記録が残っているため、日本柔術現存最古の流派と言われる事が多い。

## 内容
流祖、竹内久盛の時代は捕手五ヶ条、腰之廻二十五ヶ条、迅縄七ケ条、殺活だけだった。
二代目、竹内久勝が必勝五ヶ条、八ヶ条極意を竹内流に加え、さらに三代目の竹内久吉が腰之廻裏五十四ケ条、小裏十五ヶ条、裏極意五ヶ条等を加えて竹内流の基礎を確立したとされる。
1532年の創始の際に編み出された神伝捕手五ヶ条は、現在も秘伝として伝えられている。
竹内流では一般で言う柔術の事を羽手（はで）と称する。
竹内流編纂委員会編纂の『新装増補版 日本柔術の源流 竹内流』記載の技の名称を、次のように記している
腰之廻（小具足組討）
表二十五ケ条
忽離之事、清見之事、脇差鞘抜之事、鴨之入首之事、脇指落手之事
脇指横刀之事、脇指入違之事、柄砕之事、大殺之事、倒切之事
右之手取之事、大乱之事、小乱之事、四ッ手刀之事、戈縛之事
脇指心持之事、奏者取之事、鐺返之事、通之大事之事、刀落手之事
大殺無外之事、脇指敵胸取之事、両手取之事、大小一籠之事、人質請取様之事
裏五十四ケ条（各形に2～5条ある）
忽離之事、清見之事、脇指鞘抜之事、鴨之入首之事、脇指落手之事
脇指横刀之事、脇指入違之事、柄砕之事、大殺之事、倒切之事
右手之事、大乱之事、小乱之事、四ツ手刀之事、戈縛之事
脇指心持之事、奏者取之事、鐺返之事、通之大事之事、刀落手之事
大殺無外之事、脇指敵胸取之事、大小一籠之事、両手取之事、人質請取様之事
小裏十五ケ条
忽離之事、鴨入首之事、脇指落手之事、脇差横刀之事、柄砕之事
大殺之事、右之手取之事、大乱之事、四手刀之事、戈縛之事
奏者取之事、鐺返之事、刀落手之事、両手取之事、大小一籠之事
極意八ケ条
大脇指之事、小脇指之事、仕掛留之事、抜留之事、
玄蕃留之事、戸入之事、行身之事、監物留之事、中村留之事
裏極意五ケ条
清見之事、鴨之入首之事、千鳥之事、附移之事、左座之事
秘奥之伝 七ケ条之大事
脇指鞘抜之事、鴨之人音之事、大殺之事、
右之手取之事、奏者取之事、両手取之事、人質請取渡之事
秘奥之伝 十五ケ条之大事
忽、横刀、入違、柄砕、大殺、倒切、大乱、小乱、四ツ手、心持、通、刀落シ手、大殺無外、敵胸取、大小一籠
奥七ケ条之傳
忽清シ、鞘抜、落手、戈縛、脇指ニテ心持、鐺返シ、大殺無外
極意必勝五ヶ条
鎧組之事（胴組之事、甲返之事）突手之事、身之剣之事、鷲落之事、惣巻理之事
御相伝捕手五ケ条
立合之事、居合之事、込添之事、風呂詰之事、極意向上之事
捕縛術四十八ケ条
通用縄ニケ条之事
早縄
大襷縄、小襷縄、用捨縄、助縄、下緒縄、預縄、腰縄二ツ
半縄
高手小手、被官縄、侍縄二ツ、疑縄、三寸縄 真行草、乳割縄 真行草、袈裟縄 真行草
本縄
亀甲、二菱、三鱗、四ツ目、三筋懸、十文字、渡縄
伝授縄七ケ条之事
晒縄、拂縄、番不入、縄手錠、逆手縄、海老責、渡縄
極意縄
網縄、流シ縄、四寸七節、斬縄、脇差下緒留、投縄、神縄
大極意口傳之部
五寸縄、八寸縄、太刀縄、棒縛、真縛
剣法斉手
剣法前斉手六ヶ条
一心一刀之事、切返之事、左剣之事、提刀之事、柄入之事、鍔摺之事
剣法中斉手六ヶ条
太刀落之事、責落之事、逆手投之事、小手取之事、四ツ手砕之事、清眼捌之事
剣法中斉手裏六ヶ条
太刀落之事、責落之事、逆手投之事、小手取之事、四ツ手砕之事、清眼捌之事
剣法奥斉手五ヶ条
陰剣之事、陽剣之事、上入之事（無刀取）、下入之事（無刀取）、極意斉手之事
奥秘剣三ケ条
潜龍剣、飛龍剣、応龍剣
剣法抜刀
前抜刀七ヶ条
真行草之事（三ヶ条）、小手返之事、離切之事、冠落之事、四方固之事
中抜刀七ヶ条
小手切之事、投打之事、柄砕之事、十文字之事、中道之事、請流之事、伏切之事
中抜刀 付三ヶ条
双方小手切之事、双方横面之事、立合之事
奥抜刀七ヶ条
鐺留之事、向切之事、三方切之事、四方切之事、冠落之事、月影之事、稲妻之事
羽手（拳法躰術）
前羽手胸倉取七ヶ条
小手破片手取之事、小手砕両手取之事、大力落之事、
切落之事、見合之事、引掛之事、尺澤之事
曲折之事（八ヶ条目の技は目録の後に伝授される）
座誥胸倉取三ヶ条
巻留之事、組留之事、小手返之事
先髪取三ヶ条
巻落之事、突留之事、羽返之事
杖捕三ヶ条
面しばき之事、小手しばき之事、提杖之事
拳張九ヶ条
引違之事、扶錐留之事、車留之事、見込之事
水車之事、負投之事、拳砕之事、手刀之事、乱突之事
拳張座誥三ヶ条（奥座詰）
蓮華詰之事、取違之事、巻返之事
引合棒之事
引合棒之事
中羽手五ヶ条
虎乱之事、通違之事、伏返之事、紅葉狩之事、小膝廻之事
奥羽手十一ヶ条
飼落之事、難波落之事、岩石落之事、車戸之事
片手投之事、千鶴之事、鉢投之事、小手責之事
滝落之事、虎乱之事（向、後）、霞投之事
極意羽手工夫伝授七ヶ条
口伝
拳法十二勢
昇降勢、電光勢、如水勢、屈伸勢
徐疾勢、隠顕勢、精微勢、発機勢
潰衆勢、陰陽勢、与奪勢、不識勢
拳法極秘
請身之大事、真活之大事、神勢之大事
棒
表棒十二ヶ条
物見之事、門構之事、芝引之事、腰車之事
肩崩之事、鷲之羽返之事、鶴之一足之事、鯉之水入之事
飛毛之事、蜻蛉返之事、順礼之事、二方搦之事
裏棒十二ヶ条
物見之事、門構之事、芝引之事、腰車之事、
肩崩之事、鷲之羽返之事、鶴之一足之事、鯉之水入之事
飛毛之事、蜻蛉返之事、順礼之事、二方搦之事
奥棒八ヶ条
石割之事 付裏一ヶ条、上入之事、下入之事、合引之事、飛鳥之事、稲妻之事、引合之事、清眼崩之事
奥裏棒十二ヶ条
物見之事、門構之事、芝引之事、腰車之事
肩崩之事、鷲之羽返之事、鶴之一足之事、鯉之水入之事
飛毛之事、蜻蛉返之事、順礼之事、二方搦之事
棒極意五ヶ条
裏八方之事、杖取之事、虎一点霞掛之事、虎乱天狗返之事、奥石割之事
棒極意四ヶ条
鴨之入首之事、鷲之羽返之事、虎一点之事、霞掛之事
長刀（薙刀）
前段八ヶ条
水車、雨垂、風生、立戦、鷹沖、勢龍、正生、乱虎
中段太刀合八ヶ条
陽戦、風用、村雲、竜ヒ、虎翼、羽落、太蛇、地裁
奥傳太刀合三ヶ条
水月、鷹之羽返、鷲落
奥傳長刀合三ヶ条
陽焔、稲妻、浦調子
奥伝槍合八ヶ条
進勢、對當、剣甲、破群、雁行、流水、麒麟、蛇蟠
奥伝槍合三ヶ条
登龍、比龍、臥龍
槍術
修練之型
十数ヶ条 口伝
小頭鎗印可秘伝 十三ヶ条
物見之事、門構之事、芝引之事、腰車之事、
肩崩之事、鷲之羽返之事、鶴之一足之事、鯉之水入之事
飛毛之事、蜻蛉返之事、順礼之事、二方搦之事
石割之事
奥義技法群
小裏基本三ヶ条（無刀取）
口伝
男女躰術
片手押之事、片手投之事、蜻蛉返之事二ヶ条、
胸倉脱之事二ヶ条、片手横投之事、鉄扇捌之事
枕詰之事、御前掛之事、鎌之次第之事三ヶ条
手傘仕合之事（唐傘之術三ヶ条）、手刀遁レル之事二ヶ条
天狗羽返之事、一足手詰之事、張請乱之事二ヶ条
横刀遁様之事二ヶ条、下馬落之事
鍋蓋之術五ヶ条
鍋蓋仕合之事三ヶ条、清眼之事、清眼捌之事
鉄扇術 五ヶ条変化口伝多数有
鉄扇捌之事、傘鉄扇、他三ヶ条あり
十手五ヶ条
口伝
武術教師之心得
袖返之事、裏岩石之事
奥傳武術教師之心得
剛力者取リ来ルヲ取ル事、引立之事、挫落之事
工夫伝授七ヶ条（免状工夫試験形）
向奏者之事、柄扱之事、閂留之事、関取落之事、御前掛之事、縄捌之事、邯鄲夢之枕之事
仕合入身秘術八ヶ条
立合之事、清眼之事、上段入之事、突清眼之事、太刀伏之事、行合之事、抜手留之事、虎乱之事
仕合抜刀十四ヶ条
口伝につき技名の公開を秘す
仕合小具足極意三ヶ条
影焔、稲妻、天狗返
殺活法（経絡）
心中口伝殺活穴所巻
殺穴所
雷光、百会、顔別、顔下、鳥子節、人中
無明、続骨、釣鐘、水月、膻中、明、
分骨、松風、村雨、跟後頂、巓平、手首
鯖ノ尾、即窮、牛ノ鼻、手ノ甲、風門
肩門、露、力、高股、脊筋七九ノ間、腎
胃経
乳中
膀胱経
心兪、釣鐘
肝胆経
月影、稲妻
心経
脇ノ下、独鈷、鳥闇、鬼闇、水月
肺経
尺澤、曲地
殺之大事
独鈷、雷光、膻中、無明、釣鐘、心兪、脇ノ下
活法七ヶ条
稲妻、月影、溺活、真闇、行即、草足、婦活
神傳極意惣活一通ノ伝
御歌 口伝心伝、秘歌頌文 口授心伝、天ト地ト虚空 口授心伝
殺活法之図
兵法
極秘伝二百余ヶ条あり
法術
その他
勇功丹・袋打妙薬の薬法、踏之大事、基礎鍛錬法、最奥秘法絲業等秘事多数など

## 教伝体系
宗家の系統の教伝体系は下記の通りである。
達者
捕手腰之廻
表二十五ヶ条
羽手
前羽手胸倉取七ヶ条
座誥胸倉取三ヶ条
先髪取三ヶ条
杖捕三ヶ条
拳張九ヶ条
拳張座誥三ヶ条
棒
表棒十二ヶ条
裏棒十二ヶ条
目録
捕手腰之廻
裏五十四ケ条
剣法斉手
前斉手六ヶ条
中斉手六ヶ条
棒
奥棒八ヶ条
羽手
拳張座誥三ヶ条
中羽手五ヶ条
捕手
御相伝捕手五ケ条
次﨟
剣法斉手
奥斉手五ヶ条
抜刀
前抜刀七ヶ条
中抜刀七ヶ条
薙刀
前段八ヶ条
中段太刀合八ヶ条
奥伝六ヶ条
捕手腰之廻
小裏十五ヶ条
極意八ヶ条
捕手
通用縄ニケ条之事
迅縄七ヶ条
口伝一ヶ条
半縄七ヶ条
本縄七ヶ条
羽手
奥羽手十一ヶ条
棒
奥裏棒八ヶ条
免許
捕手腰之廻
裏極意五ヶ条
秘奥之伝七ヶ条口伝付
羽手
拳法十二ヶ条
男女躰術十七ヶ条
極意羽手工夫伝授七ヶ条
棒
極意棒五ヶ条
槍極意五ヶ条
捕手
伝授縄七ヶ条
極意縄七ヶ条
殺活法
活法七ヶ条
殺穴七十二ヶ条
活法目利之伝
印可

## 系譜
竹内流の師範と著名な門人は以下の通りである。

### 宗家・相伝家
- 流祖:竹内中務大輔久盛
- 二代:竹内常陸介久勝
- 三代:竹内加賀介久吉
- 四代:竹内藤一郎久次
- 五代:竹内藤一郎久政
- 六代:竹内藤一郎久重
- 七代:竹内藤一郎久孝
- 八代:竹内藤一郎久愛
- 九代:竹内藤一郎久居（池内雅門太、七代目の高弟）
  - 竹内藤一郎久雄（宗家十代）
  - 竹内藤十郎久種（相伝家九代）

宗家
- 十代:竹内藤一郎久雄
- 十一代:竹内藤一郎久則
- 十二代:竹内藤一郎久継
- 十三代:竹内藤一郎久教
- 十四代:竹内藤一郎久宗

相伝家
- 九代:竹内藤十郎久種
- 十代:竹内藤十郎久守
- 十一代:竹内藤十郎久允
- 十二代:竹内藤十郎久博
- 十三代:竹内藤十郎久武

### 竹内流の門人
下記は宗家・相伝家の門人と分かれた系統である。
- 流祖:竹内中務大輔久盛
  - 竹内五郎左衛門久治（久盛の長男）
    - 竹内四郎兵衛尉久保
      - 竹内軍兵衛久重
        - 竹内藤平久昌
          - 竹内丹蔵久吉
            - 竹内興次兵衛久高
- 二代:竹内常陸介久勝
- 三代:竹内加賀介久吉
  - 竹内久嗣
  - 竹内藤市郎久且
- 四代:竹内藤一郎久次
  - 竹内藤兵衛久秀（高松藩竹内流）
    - 竹内藤大夫久儔
      - 竹内兵大夫久氏
        - 竹内藤大夫久孝
          - 竹内藤大夫久義
            - 竹内藤大夫久義
              - 竹内七五三之助久成
                - 竹内才兵衛久尚
                  - 竹内緑新久
                    - 片山高義
                    - 小西康裕
- 五代:竹内藤一郎久政
  - 竹内藤九郎久藏
    - 竹内藤發斎久陳
      - 竹内藤八郎久直
        - 𠮷里藤右衛門呑敵斎信武（呑敵流）
- 六代:竹内藤一郎久重
- 七代:竹内藤一郎久孝
- 八代:竹内藤一郎久愛
- 九代:竹内藤一郎久居（池内雅門太、七代目の高弟）
  - 竹内藤一郎久雄（宗家十代）
    - 難波伊右衛門信久
      - 三宅松吉信輝
        - 船浅次幽心斎
          - 渡辺修策

        - 監物鹿十郎
        - 山根末十二

  - 竹内藤十郎久種（相伝家九代）
  - 矢野彦左衛門廣英（竹内三統流を開く）

## 竹内流から派生した流派

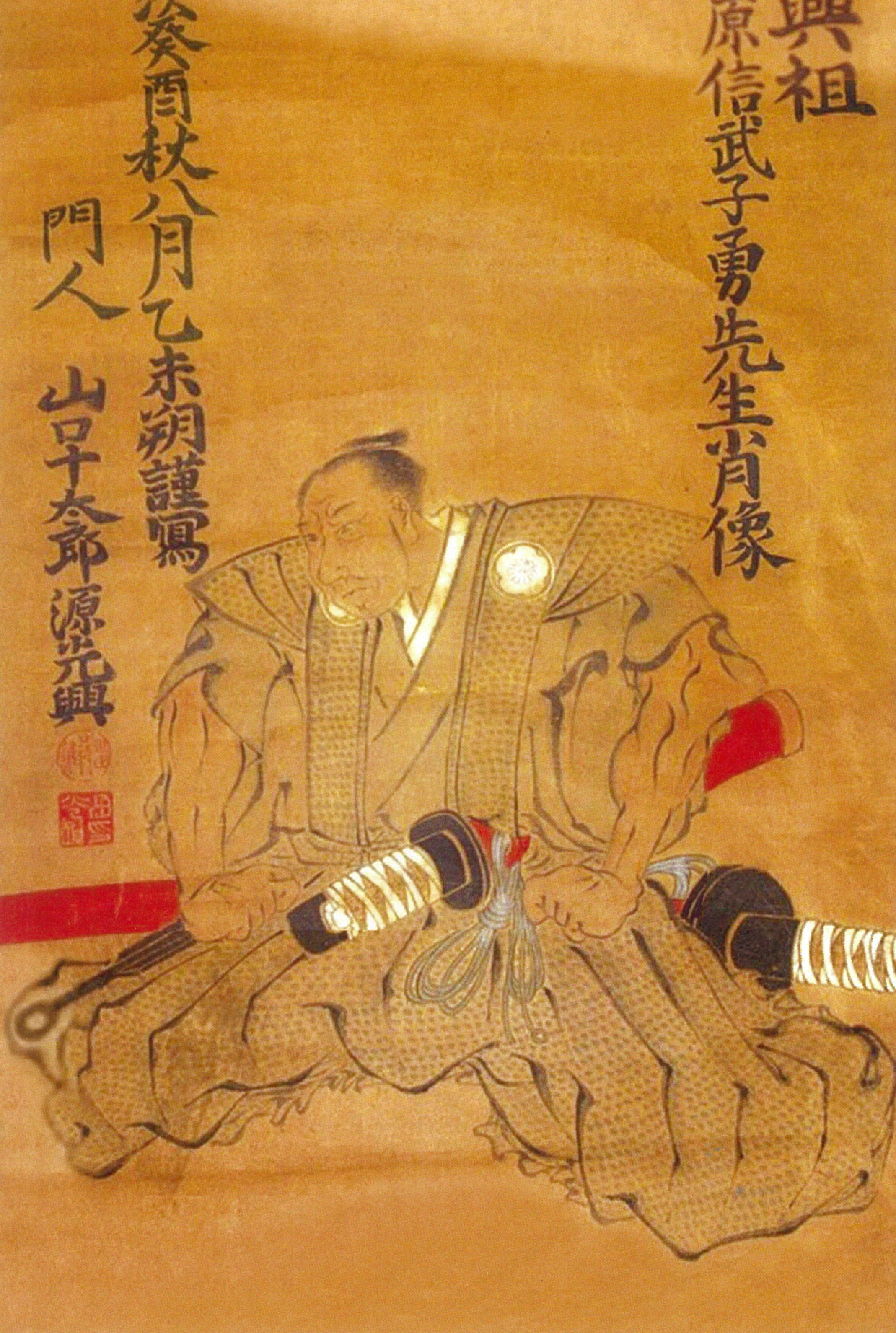
吉里呑敵斎菅原信武の肖像
（呑敵流開祖・竹内流 中興祖）

日本の多くの武術流派に影響を与えて来た流派であり、この流派からは多くの分派支流が派生している。
以下に竹内流から派生した流派の一覧を示す。これらの流派以外にも多くの流派が竹内流から派生、または影響を受けている。
派生した流派
- 竹内畝流
- 竹内三統流
- 竹之内判官流
- 風伝流
- 力信流
- 難波一甫流
- 双水執流
- 高松藩の御家流（高松藩の竹内流）
- 呑敵流（※正式名称は竹内流。この流から板垣退助が竹内流小具足組打術を免許皆伝）

影響を受けた流派
- 片山伯耆流
- 荒木流
- 本體楊心高木流
- 制剛流